# Christiaan Hendrik Persoon
Christiaan Hendrik Persoon (Ciudad del Cabo; 1 de febrero de 1761 - París; 16 de noviembre de 1836) fue un botánico, algólogo y micólogo sudafricano de nacimiento y francés de adopción, pues pasó en París casi toda su vida.

## Biografía
Se le considera generalmente como «el padre de la micología sistemática» y según Curtis Gates Lloyd es el autor más importante en este ámbito.[cita requerida]
C.H. Persoon, con antecedentes de procedencia alemana y neerlandesa, nació en 1761 en Stellenbosch en Sudáfrica y murió en 1836 en la pobreza en París.
Se conocen pocos datos sobre su persona en los años que vivió en Sudáfrica. Con trece años deja Sudáfrica, para no volver nunca más. A tan temprana edad fue llevado a vivir como huérfano a Alemania, estableciéndose más tarde en París.
Fue un estudiante aplicado, en este tiempo se trasladó de Lingen hacia Halle (Alemania) para estudiar en primer lugar Teología y posteriormente Medicina. Presentó un gran interés en la botánica y en la micología, lo que le llevó hacia la Universidad de Leiden (Países Bajos) y más tarde a la Universidad de Göttingen (Alemania).
En 1799, recibe su doctorado del Deutsche Akademie des Naturforscher en Erlangen, y ya entonces tenía reconocimiento por su trabajo en la clasificación de hongos. Compaginó su trabajo en su gabinete médico, dedicando su tiempo libre a la botánica y publicó diversos libros de texto muy apreciados con respecto a los hongos.
Se considera a su publicación Synopsis Methodica Fungorum (1801) como un trabajo épico con respecto a la sistemática de los hongos y fue considerado como el «libro de oro» de su tiempo en la materia.
Reunió un herbario muy importante, que fue comprado en 1825 por el Gobierno neerlandés por un importe de 800 florines y actualmente se encuentra albergado en el Herbario Nacional de los Países Bajos en Leiden, con una colección importante de plantas de todo el mundo, debido a su correspondencia con los científicos de su tiempo.
Contribuyó a la adopción del método linneano en la micología.[cita requerida]

## Honores
Numerosos géneros, como Persoonia (Michx. ex Willd.) Sm. 1798 y familias de hongos y de plantas están nombradas en su honor, e incluso el boletín micológico internacional Persoonia lleva su nombre.

## Obras
- Species plantarum (cinco volúmenes, 1817-1827)
- Traité des champignons comestibles (1819)
- Mycologia Europae (tres volúmenes, 1822-1823)
- Synopsis plantarum, obra de vulgarización que describe 20.000 especies vegetales (1805-1807)
- Synopsis methodics fungorum (dos volúmenes, 1801)

- La abreviatura «Pers.» se emplea para indicar a Christiaan Hendrik Persoon como autoridad en la descripción y clasificación científica de los vegetales.[1]